# Impetuous
Die Paragon (spätere Namen: Sybilla III, Arlis, PC-454 und Impetuous) war eine Yacht, die sowohl im Ersten als auch im Zweiten Weltkrieg von der US Navy als Patrouillenboot eingesetzt wurde.
Die Motoryacht wurde 1915 unter dem Namen Paragon in der Werft Robert Jacob Inc. in City Island, New York gebaut. Bereits kurz nach der Fertigstellung folgte die erste Umbenennung in Sybilla III. Nach Eintritt der Vereinigten Staaten in den Weltkrieg wurde das Boot, welches sich inzwischen im Besitz von John F. Betz aus Philadelphia befand, am 14. Mai 1917 als Hilfsschiff von der Navy übernommen, bewaffnet und als USS Sybilla III (SP-104) in Dienst gestellt. Bis Kriegsende wurde die Yacht für Patrouillenfahrten im 7. Naval District (Florida) eingesetzt; am 24. Dezember 1918 folgte dann die Rückgabe an den Besitzer.
Während der nächsten zwei Jahrzehnte wurde das Boot zivil genutzt und in Arlis umbenannt. Angesichts des drohenden Zweiten Weltkrieges wurde die Yacht am 12. August 1940 erneut von der Navy übernommen, zum U-Jagd-Boot (Submarine Chaser) umgerüstet und am 16. Oktober des gleichen Jahres als USS PC-454 in Dienst gestellt. Das Boot wurde in Zentralamerika in der Umgebung der Panamakanalzone (15. Naval District), wo es Mitte November eintraf, eingesetzt; am 15. Juli 1943 folgte eine erneute Umbenennung und Umklassifizierung zur Coastal Patrol Yacht USS Impetuous (PYc-46) (engl. „impetuous“: ungestüm). Im Sommer 1944 wurde die Impetuous dann nicht mehr benötigt und deshalb außer Dienst gestellt, im Oktober aus dem Schiffsregister gestrichen und schließlich im Juni 1945 von der War Shipping Administration verkauft. Der weitere Verbleib ist ungeklärt.